# Sing, Sing, Sing (With a Swing)
Sing, Sing, Sing (With a Swing) (рус. Пой, пой, пой и чувствуй ритм) — джазовый стандарт, написанный Луи Примой в 1936 году. Более распространённой является версия без слов в исполнении оркестра Бенни Гудмена, которая считается неофициальным гимном эпохи свинга и была впоследствии введена в зал славы «Грэмми».

## История создания
Оригинальные музыка и слова «Sing, sing, sing (with a swing)» были написаны Луи Примой в 1936 году. В марте того же года на лейбле Brunswick 7628 совместно с New Orleans Gang была выпущена одноимённая пластинка с композицией «It’s Been So Long» в качестве би-сайда. Изначально Прима собирался назвать песню «Sing Bing Sing» как посвящение Бингу Кросби, но в дальнейшем название было изменено на более нейтральное.

## Аранжировка в исполнении оркестра Бенни Гудмена
Первая студийная запись «Sing, Sing, Sing» в исполнении оркестра Бенни Гудмена состоялась 6 июля 1937 года в Голливуде. В записи приняли участие сам Гудмен (кларнет); Гарри Джеймс, Зигги Эльман и Крис Гриффин (трубы); Ред Баллард и Мюррей Макикерн (тромбоны); Хайми Шерцер и Джордж Кониг (альт-саксофоны); Артур Роллини и Видо Муссо (тенор-саксофоны); Джесс Стэйси (фортепиано); Аллан Рус (гитара); Гарри Гудмен (контрабас) и Джин Крупа (барабаны). Аранжировку выполнил саксофонист и композитор Джимми Манди
Особенность данного исполнения заключалась в том, что, в отличие от стандартных записей с примерной длительностью в 3 минуты (рассчитанных на одну сторону 10-дюймовой грампластинки на 78 оборотов), версия в исполнении оркестра Гудмена длилась 8 минут 43 секунды и занимала две стороны 12-дюймового винила.
Благодаря «Sing, Sing, Sing» на новый уровень вышло и барабанное искусство. Джин Крупа во время записи добавил больше том-томов, использовал бастон и более скоростные педали, что позволило барабанщику впервые выступить в качестве равноправного солиста.
Ещё одним значительным событием, связанным с данным джазовым стандартом, является запись с концерта Бенни Гудмена в Карнеги-холле 16 января 1938 года. В первый раз за всю историю зала в нём звучала джазовая музыка, «Sing, sing, sing» тогда тоже исполняли и в итоге выпустили пластинку, на которой в живом исполнении композиция длилась рекордные 12 минут 30 секунд благодаря нескольким незапланированным импровизациям.

## Другие исполнители
Большинство исполнителей, создававших свои аранжировки и кавер-версии «Sing, Sing, Sing», делали их максимально приближёнными к первоначальной композиции, не выходя за рамки джазового жанра. К таким музыкантам и коллективам относятся, например, Andrews Sisters, Анита О’Дэй, BBC Big Band Orchestra, Флетчер Хэндерсон, Pasadena Roof Orchestra, Swing Kids и многие другие.
Из более необычных вариаций, не ограничивающихся структурой оригинала, стоит выделить версии группы Gipsy Kings (присутствуют латиноамериканские мотивы), японского виртуоза Такаси Мацунага (упор делается на фортепьянное соло), Incredible Bongo Band (фанк в замедленном темпе), Boogie Woogie Ace (используется гитара и губная гармоника).
Помимо полноценных вариаций создаются также треки с использованием семплов и отдельных звуков из оригинальных записей Гудмена, в частности, Royal Crown Revue в композиции «Barflies At The Beach», Майкл Бубле в песне «Spiderman» и другие.

## В популярной культуре

### Кино
- «За тонким человеком», режиссёр В. С. ван Дайк, 1936.
- «Отель „Голливуд“[англ.]», режиссёр Басби Беркли, 1937.
- «История Бенни Гудмена[англ.]», режиссёр Валентайн Дейвис[англ.], 1956.
- «Весь этот джаз», режиссёр Боб Фосс, 1979.
- «Все они смеялись», режиссёр Питер Богданович, 1981.
- «Поп Америка», режиссёр Ральф Бакши, 1981.
- «Власть», режиссёр Сидни Люмет, 1986.
- «Большой бизнес», режиссёр Джим Абрахамс, 1988.
- «Музей восковых фигур», режиссёр Энтони Хикокс, 1988.
- «Нью-йоркские истории», режиссёр Мартин Скорсезе, 1989.
- «Пробуждение», режиссёр Пенни Маршалл, 1990.
- «Дети свинга», режиссёр Томас Картер, 1993.
- «Загадочное убийство в Манхэттене», режиссёр Вуди Аллен, 1993.
- «Маска»[источник не указан 106 дней], режиссёр Чак Рассел, 1994.
- «Казино», режиссёр Мартин Скорсезе, 1995.
- «Башня ужаса», режиссёр Д. Дж. Макхейл[англ.], 1997.
- «Разбирая Гарри», режиссёр Вуди Аллен, 1997.
- «Девушка на мосту», режиссёр Патрис Леконт, 1999.
- «Поллок», режиссёр Эд Харрис, 2000.
- «Глубина», режиссёр Дэвид Туи, 2002.
- «Банды Нью-Йорка», режиссёр Мартин Скорсезе, 2002.
- «Золотая молодёжь», режиссёр Стивен Фрай, 2003.
- «Свинг-герлз», режиссёр Синобу Ягути[англ.], 2004.
- «Любовь вне правил», режиссёр Джордж Клуни, 2008.
- «Я и Орсон Уэллс», режиссёр Ричард Линклейтер, 2008.
- «Барт снял номер в гостинице», режиссёр Брайан Хэкер, 2009.
- «Артист», режиссёр Мишель Хазанавичус, 2011.
- «Союзники», режиссёр Роберт Земекис, 2016.

### Телевидение
- Российская телепередача «Что? Где? Когда?», выходящая в эфир с 1975 года.
- Российская телелотерея «ТВ Бинго Шоу», 2001—2003, 2005 год.
- Мультсериал «Южный Парк», 20 сезон, 8 серия
- Эпизоды мультсериала «Симпсоны»:
  - «Lady Bouvier’s Lover» (1994, 5-й сезон).
  - «Make Room for Lisa» (1999, 10-й сезон).
  - «Simpsons Christmas Stories» (2005, 17-й сезон).
  - «Coming to Homerica» (2009, 20-й сезон).
  - «Flaming Moe» (2011, 22-й сезон).
- Сериал «Все любят Рэймонда», 3-й сезон, эпизод «Dancing with Debra», 1999.
- Ситком «Третья планета от Солнца», 5-й сезон, эпизод «Shall We Dick», 2000.
- Сериал «Девочки Гилмор», 3-й сезон, эпизод «They Shoot Gilmores, Don’t They?», 2002.
- Мультсериал «Бэтмен», композиция используется во многих эпизодах.
- Сериал «Клан Сопрано», 6-й сезон, эпизод «Remember When[англ.]», 2007.
- Ситком «Малкольм в центре внимания», 5-й сезон, эпизод «Dewey’s Special Class», 2004.
- Детективный сериал «Пуаро Агаты Кристи», серия «Тайна „Голубого поезда“», 2006.
- Сериал «Карнавал», 2-й сезон, эпизод «The Road to Damascus», 2005.
- Сериал «Слава», 1-й сезон, эпизод «Come One, Come All», 1982.
- Сериал «МЭШ», 1-й сезон, эпизод «Showtime», 1973.
- Сериал «Одинокие сердца», 1-й сезон, эпизод «The Gamble», 2003.
- Сериал «Хор», 1-й сезон, эпизод «Mash-Up», 2009.
- Американское танцевальное телешоу «Короли танцпола».
- Ситком «Золотые девочки», 3-й сезон, эпизод «One for the Money», 1987.
- Сериал "Человек в высоком замке", 3-й сезон.
- Вместе с дельфинами, вторая передача

### Театр
- Спектакль-ревю Боба Фосса «Dancin’[англ.]», 1978.
- Бродвейский мюзикл Пола Келли «Swing![англ.]», 1999.
- Бродвейский мюзикл Джона Уэйдмана[англ.] Контакт[англ.]", 2000.
- Мюзикл на льду Ильи Авербуха «Огни большого города», 2010.
- Спектакль Радослава Рыхцика «Dziady» Архивная копия от 21 февраля 2015 на Wayback Machine, 2014.

### Компьютерные и видеоигры
- Donkey Konga от Nintendo, 2004.
- Outpost Kaloki X[англ.] от Microsoft Game Studios, 2004.
- Mafia II от 2K Games, 2010.
- L.A. Noire от Rockstar Games, 2011.
- Cuphead[источник не указан 106 дней] от StudioMDHR Entertainment, 2017.